# Nativität
Nativität (lat. nativitas für Geburt, Entstehung, Generation) ist ein Begriff aus der Astrologie und bezeichnet den Stand der Gestirne bei der Geburt eines Menschen.
„Jemandem die Nativität stellen“ ist eine veraltete Bezeichnung für das Erstellen eines Geburtshoroskops für eine bestimmte Person. Die betreffende Person wird auch Nativer bzw. Native genannt.
Ursprünglich beinhaltete der Ausdruck „das Geborenwerden und Alles in sich, was unmittelbar darauf Bezug hat“. Bis in das frühe 20. Jahrhundert wurde damit auch allgemein der Zeitpunkt der Geburt beziehungsweise die Geburtsstunde bezeichnet; in der Bevölkerungsstatistik bedeutete Nativität so viel wie Geburtenziffer.